# دول بزرغ خان احمد (بابويي)
دول بزرغ خان احمد (بالفارسية: دول بزرگ خان‌احمد) هي قرية تقع في إيران في قسم بابويي الريفي. يقدر عدد سكانها بـ 41 نسمة .